# Palairac
Palairac ist eine französische Gemeinde im Département Aude in der Region Okzitanien. Sie gehört zum Arrondissement Narbonne und zum Gemeindeverband Région Lézignanaise, Corbières et Minervois.

## Geografie

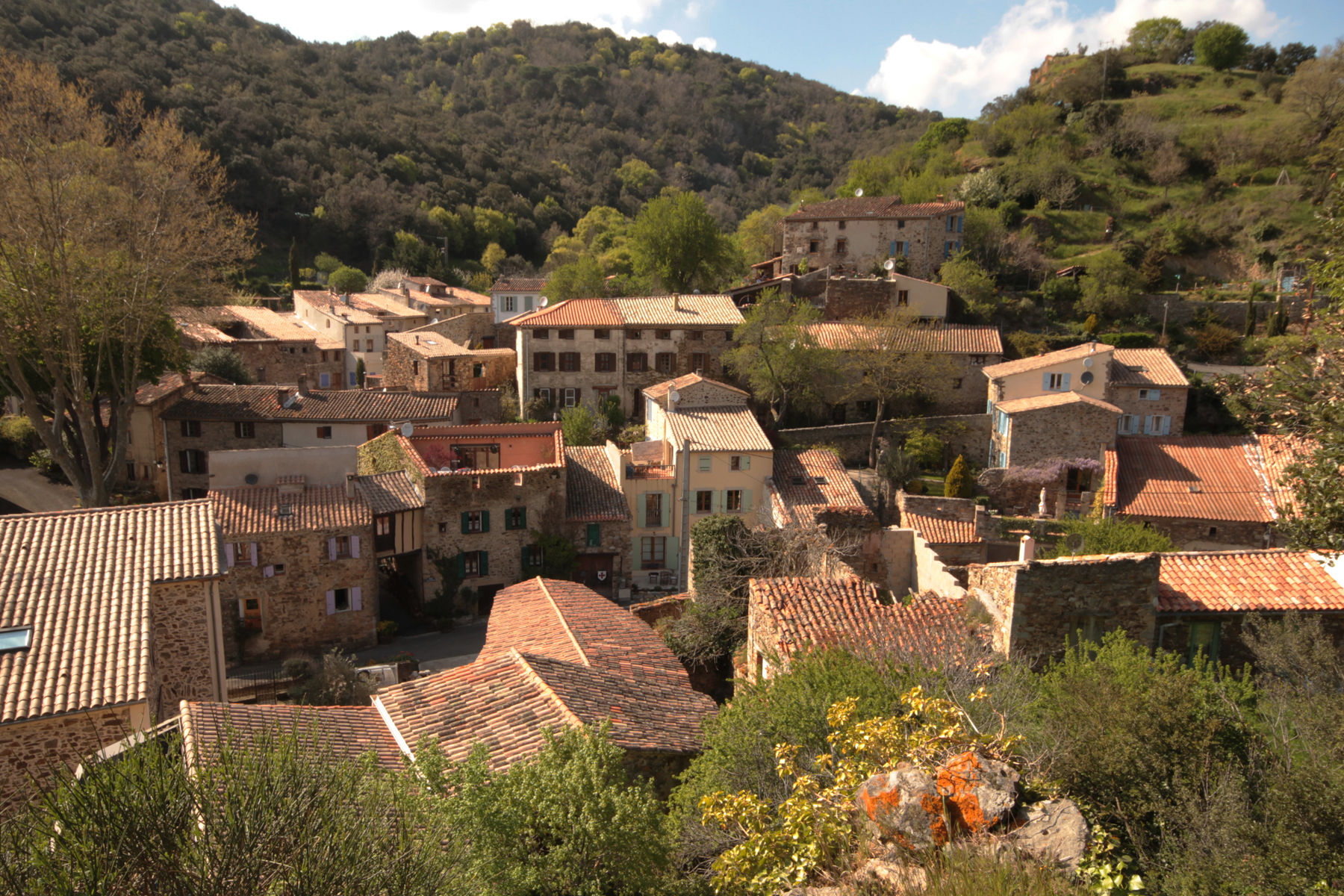
Blick auf Palairac

Die Gemeinde Palairac liegt etwa 35 Kilometer nordwestlich von Perpignan (Luftlinie). Das Gemeindegebiet umfasst einen Abschnitt des Corbières-Berglandes nördlich des Mont-Tauch-Massives. Das Dorf liegt im Tal des kleinen Flusses Ruisseau de la Peyre, der über den Ruisseau du Moulin, den Mas de Ségure und den Petit Verdouble zum Verdouble abfließt. Das hügelige Gebiet wird durch offene mediterrane Strauchheiden (Garigue) und etwas dichteren Baumbewuchs in den Tallagen geprägt. Der höchste Punkt auf dem Gebiet der Gemeinde ist der Pech de Guillaumet mit 631 m über dem Meer. Das Gemeindegebiet ist Teil des Regionalen Naturparks Corbières-Fenouillèdes. Palairac grenzt im Norden an Talairan (Berührungspunkt), im Osten an Quintillan, im Südosten an Tuchan, im Südwesten an Maisons, im Westen an Davejean sowie im Nordwesten an Félines-Termenès und Villerouge-Termenès.

## Geschichte
Die Geschichte von Palairac reicht zurück bis in das 8. Jahrhundert. Karl der Kahle schenkte den Ort im Jahr 842 einem seiner Vasallen namens Milon. Von 876 bis zur Französischen Revolution verblieb Palairac im Besitz der Abtei von Lagrasse.
Seit der Karolingerzeit ist der Bergbau in und um Palairac nachweisbar. Es wurden kleine Eisenminen ausgebeutet, aber auch Kohle gefördert. Die Minen gehörten im 13. Jahrhundert dem Vicomte von Béziers und den Herren von Termes. In der Burg Palairac wurde am 18. August 1283 ein Vertrag zwischen den Königen von Frankreich und Aragon, Philipp dem Kühnen und Peter dem Großen abgeschlossen. Die Burg wurde 1655 bei Kämpfen  verwüstet, heute sind nur noch spärliche Mauerreste sichtbar.

### Bevölkerungsentwicklung
| Jahr      | 1962 | 1968 | 1975 | 1982 | 1990 | 1999 | 2006 | 2014 | 2021 |
| Einwohner | 49   | 30   | 20   | 19   | 26   | 18   | 27   | 32   | 32   |

Mit dem Niedergang des Bergbaus setzte zu Beginn des 20. Jahrhunderts allmählich ein Abwanderungstrend ein, erst gegen Ende des 20. Jahrhunderts stabilisierte sich die Einwohnerzahl auf einem niedrigen Niveau. Mit 31 Einwohnern (Stand 1. Januar 2022) zählt Palairac heute zu den kleinsten Gemeinden im Département Aude. Im Jahr 1836 wurde mit 230 Bewohnern die bisher höchste Einwohnerzahl ermittelt. Die Zahlen basieren auf den Daten von cassini.ehess und INSEE.

## Sehenswürdigkeiten

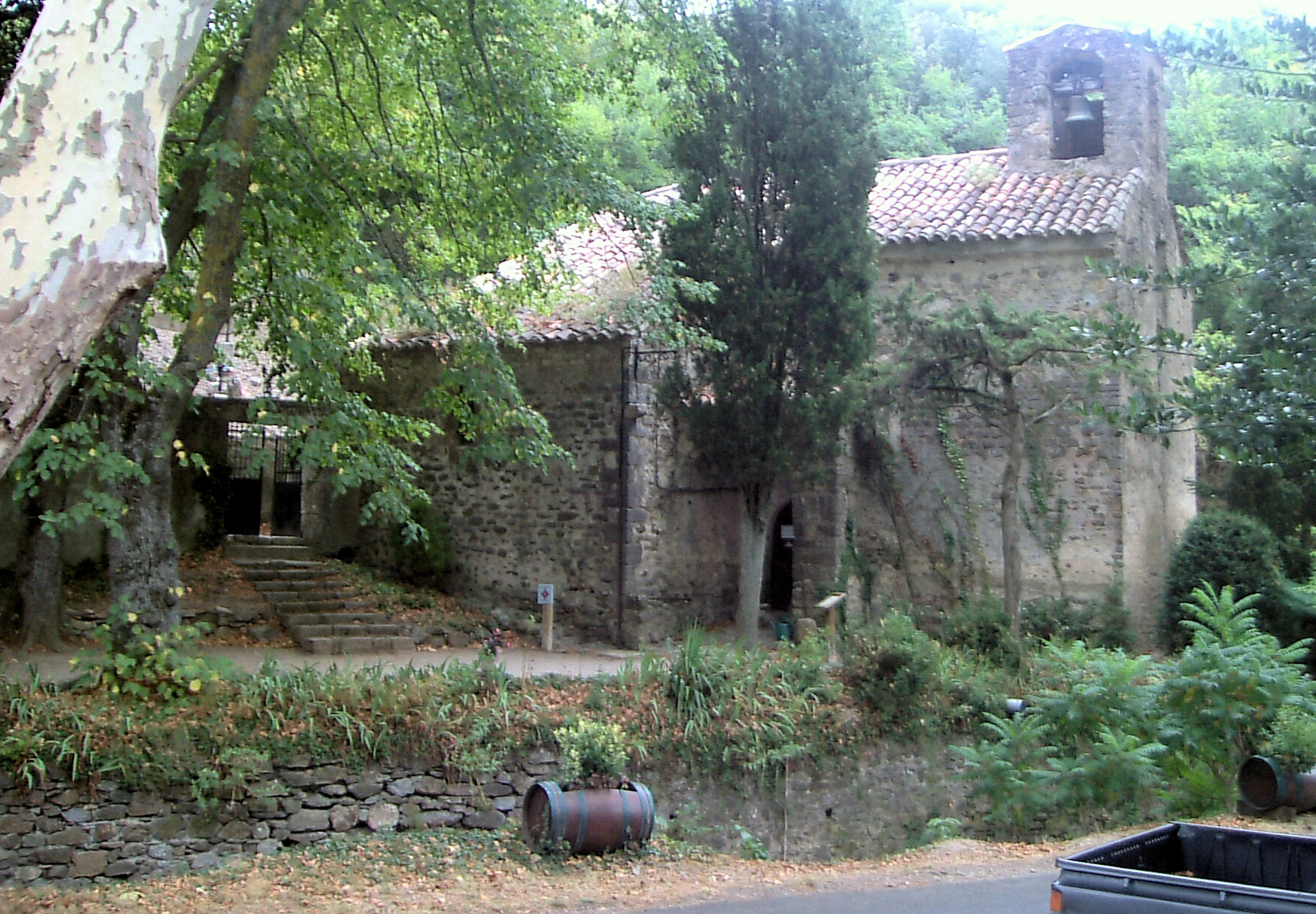
Pfarrkirche Saint-Saturnin

Die romanische Pfarrkirche Saint-Saturnin, etwas außerhalb des Dorfes gelegen, stammt aus dem 12. Jahrhundert. Das schlicht aufgebaute Kirchengebäude mit einem Tonnengewölbe wurde im 14. Jahrhundert durch zwei Seitenkapellen erweitert. Der quadratische Glockenturm mit einem Satteldach befindet sich am Westgiebel des Kirchenschiffes. Die Kirche wird als Monument historique geführt.

## Wirtschaft und Infrastruktur
In der Gemeinde sind sechs Landwirtschaftsbetriebe ansässig (Getreideanbau, ein Winzer, Zucht von Pferden, Schafen und Ziegen). Die Weinreben im Gemeindegebiet liegen innerhalb der geschützten Herkunftsbezeichnung Corbières.
Die Gemeinde liegt abseits der überregional bedeutenden Verkehrswege. Von Südosten führt eine Landstraße aus Tuchan nach Palairac; weitere Straßenverbindungen bestehen über den Col de Ferréol nach Maisons, über den Col de Couise nach Félines-Termenès sowie über die Pässe Col de la Gineste und Col d’Amiel nach Quintillan.

## Belege
1. ↑  Kurzer Geschichtsabriss, private Website, Autor: Stéphane Guizard (französisch)
2. ↑  Palairac auf cassini.ehess
3. ↑  Palairac auf INSEE
4. ↑  Kirche Saint-Saturnin in der Base Mérimée des französischen Kulturministeriums (französisch)
5. ↑  Landwirtschaftsbetriebe auf annuaire-mairie.fr (französisch)